# Орудж, Захид Магеррам оглы
Захид Магеррам оглы Орудж (азерб. Zahid Məhərrəm oğlu Oruc; род. 1 февраля 1972, Алнабат, Кедабекский район) — азербайджанский политик, депутат Национального собрания Азербайджана.

## Биография
Окончил Азербайджанский технический университет.
7 декабря 2010 года был назначен членом Комитета по безопасности и обороне Милли Меджлиса.
18 ноября 2015 года избран депутатом Милли Меджлиса III Созыва от Бардинского сельского избирательного округа № 94.
Участвовал в президентских выборах в Азербайджане в 2013 и 2018 году. На выборах 2013 года набрал 1,5 % голосов, на выборах 2018 — 3,1 %.
12 февраля 2019 года указом президента Азербайджана назначен председателем правления Центра социальных исследований Азербайджана.
В 2024 году на парламентских выборах в Азербайджане, которые состоялись 1 сентября, одержал победу в I Хатаинском избирательном округе №33. Официально стал депутатом Милли Меджлиса Азербайджана седьмого созыва, первое заседание которого состоялось 23 сентября 2024 года.
Владеет тремя языками (азербайджанский, турецкий, русский), отец двоих детей.